# Слобозија (Звориштеа)
Слобозија (рум. Slobozia) насеље је у Румунији у округу Сучава у општини Звориштеа. Oпштина се налази на надморској висини од 304 m.

## Становништво
Према подацима из 2002. године у насељу је живело 684 становника, од којих су сви румунске националности.